# Odontomachus tyrannicus
Odontomachus tyrannicus es una especie de hormiga del género Odontomachus, familia Formicidae. Fue descrita científicamente por Smith en 1859.
Se distribuye por Indonesia y Papúa Nueva Guinea. Se ha encontrado a elevaciones de hasta 1000 metros. Habita en bosques húmedos.